# Silbaco
El silbaco es un ser mitológico de la región del chaco boliviano que se caracteriza por emitir un silbido quejumbroso que asusta a quien lo escucha. 

## Características
El silbaco es un ave nocturna que vive en los árboles del monte y que se acerca a personas a altas horas de la noche. Vuela velozmente y emite un silbido largo y penetrante que genera un intenso miedo a quien lo escucha. También se dice que siente atraído por fiestas o reuniones donde hay ruido. Se dice que es invisible para el ojo humano, incluso a plena luz del día, y que es de mala suerte imitar su silbido, ya que quienes lo hacen pueden perder la voz o sufrir un paro cardiaco.

## Leyenda
Según la leyenda, el silbaco era un joven chaqueño al que le gustaba mucho silbar. Se dice que trabajaba como leñador y que se había casado con una muchacha de la que estaba muy enamorado y a la que solía silbarle para hacerle saber que había vuelto de su trabajo en el campo, donde recogía leña. Ambos tuvieron hijos y su vida parecía feliz, hasta que el joven comenzó a reclamarle a su esposa que la ración de comida que le mandaba no era suficiente para calmar su hambre. La esposa entonces comenzó a mandarle porciones cada vez más grandes, suficientes para alimentar a varias personas, pero no eran suficientes para su marido. A esta hambre voraz la acompañó un cambio físico y anímico. El leñador se volvió taciturno, melancólico y callado. A pesar de comer en exceso, estaba flaco, con los ojos saltones y las extremidades lánguidas. Avergonzado por su estado, comenzó a quedarse más tiempo en el campo y era su familia la que se internaba en el bosque para darle comida y recoger la leña, porque él ya no quería ser visto por nadie. 

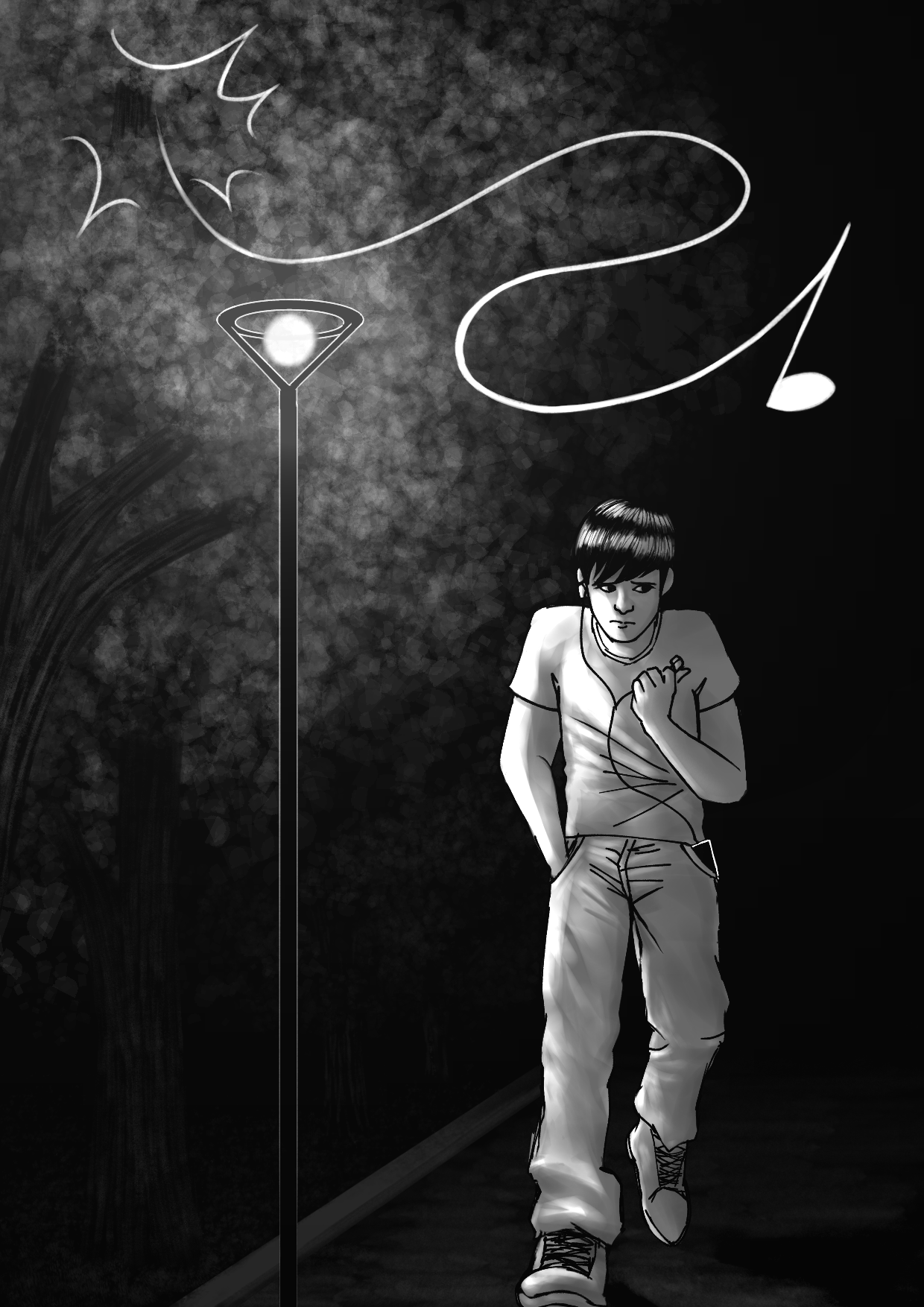
Vuela velozmente y emite un silbido largo y penetrante que genera un intenso miedo.

Un día los hijos del leñador fueron a buscar la leña y se encontraron con una escena horrible. Su padre, que estaba durmiendo, solo tenía un brazo y una pierna, además de la cabeza que le colgaba del torso (según otras versiones, había comenzado a convertirse en mitad hombre-mitad pájaro). Despavoridos, corrieron a contarle a su madre, quien fue a pedir ayuda al cura del pueblo. Mientras ella estaba en la iglesia, su marido volvió a su casa. Con una sola pierna y un solo brazo, hizo destrozos en su desesperación por comer. La gente lo vio engullir una gallina tras otra. El cura le dijo a la esposa que el alma del leñador estaba siendo castigada porque él mismo había bautizado a sus hijos y no los había llevado a la iglesia para que los bautizaran. En eso, el leñador llegó a la iglesia y comenzó a golpear las puertas para que lo dejaran entrar, pues quería devorar a su esposa.   
Entre varios hombres pudieron reducir al leñador y lo ataron a un poste. Luego, procedieron a incendiar el cuerpo del leñador, que según todos era un enviado del infierno. El silbaco, como le decían, comenzó a gritar de dolor y a moverse con fuerza, mientras el cura rezaba y le echaba agua bendita. Finalmente, el leñador se calló y poco tiempo después de las llamas surgió un ave que se perdió en la noche, silbando como el leñador solía hacer.